# زو تایکون
زو تایکون (به انگلیسی: zoo tycoon)یک بازی مدیریتی ساخت شرکت مایکروسافت است که در آن باید وظیفهٔ گسترش، ساخت یا نگهداری از یک باغ وحش به هم ریخته را به عهده گرفت.

## پلتفرم ها
این بازی در سه قسمت برای پلتفرم‌های ایکس باکس وان، پلی استیشن 3 ، ویندوز،  ایکس باکس 360 و مک او اس ساخته شده است.  

## محیط بازی
در این بازی به نگهداری از انواع حیوانات می‌پردازید. جزئیات بازی به نحوی دقیق طراحی شده‌اند که شما احساس می‌کنید یک باغ وحش دار واقعی هستید. شما می‌توانید به داخل قفس‌های حیوانات بروید و آن‌ها را تمیز کنید یا ظرف غذای حیوانات را پر کنید یا حتی حیوانات را بکشید.